# Trifolium subterraneum subsp. subterraneum
Trifolium subterraneum subsp. subterraneum es una planta de hábito rastrero y raíz principal pivotante, con numerosas raíces secundarias, que suelen desarrollarse en los 20 cm superiores de suelo.
Las hojas son trifoliadas, pecioladas y con foliolos en forma acorazonada. Los tallos, que nacen de forma radial y son rastreros tienden a mantener los nudos totalmente pegados al suelo, pese a lo cual no enraízan. Las inflorescencias constan de tres a siete flores, de corola por lo general blanca con una marca o no según la variedad. Producen sus semillas en un glomérulo o canastillo que se entierra en el suelo. Las flores estériles forman un glomérulo protector que rodea al conjunto de flores fértiles. El Triflolium subterraneum sp. subterraneum se distingue de otras subespecies de trébol subterráneo (como sp. Yannicicum o sp. Brachycalcynum) por presentar pedúnculos florales más cortos y gruesos, lo que le confiere una mayor facilidad para enterrar la semilla (de ahí su mayor preferencia por suelos arenosos). Las mayores diferencias morfológicas entre las tres subespecies son: T. subterraneum es usualmente pubescente y de semillas color negro o púrpura oscuro; T. yanninicum es glabro (excepto en la parte superior de las hojas) y de semillas color crema a café; T. brachycalycinum es completamente glabro, su semilla púrpura oscuro a negro y, a
diferencia de las otras dos especies, el cáliz cubre sólo la base o hasta un tercio de la
flor.

## Biología
Apenas hay referencias de daños importante por plagas y enfermedades en las condiciones españolas, pero si se han detectado casos aislados. Ejemplos de agentes causantes de éstos son:
• Hongos: royas y mildius (Uromyces, Erysiphe) u hongos del suelo que ocasionan la llamada podredumbre de la raíz: Phytium, Fusarium, Rhizoctonia.
• Plagas: araña roja de la alfalfa (Halotydens destructor) y pulguilla de la alfalfa (Sminthurus viridis).
• Hormigas: depredadoras de semillas en verano, con menor incidencia gracias al mayor entrerramiento de la semilla.
También pueden causar daños palomas y otras pequeñas aves (que muestran preferencia por los cotiledones y las primeras hojas) o conejos.

## Desarrollo y fenología
El trébol subterráneo es una planta de día largo y necesita, por lo general, vernalización para inducir su floración.
Los tres factores fundamentales y frecuentemente interaccionados entre sí que regulan la floración son:
• Bajas temperaturas y/o iluminación continuada (fotoperiodo)
• Altas temperaturas posteriores.
Otro aspecto agronómico importante en la floración es la influencia de la defoliación o pastoreo, que antes de la fecha de iniciación floral, retrasaba esta considerablemente. Las distintas variedades difieren considerablemente en sus necesidades de vernalización y longitud del periodo de oscuridad.
La velocidad de floración y el número inflorescencias determinan directamente la cantidad de semillas formadas. Los glómerulos enterrados muestran siempre mayor peso individual y peso por semilla, así como mayor viabilidad de esta.

## Distribución y adaptación
Requerimientos ambientales: áreas mediterráneas. Se desarrolla en climas de invierno suave y pluviometría de 350-750 mm anuales. No tolera el frío intenso, su área limitante es la comprendida por debajo de la isoterma de 3 °C para la media de las mínimas del mes más frío Crece adecuadamente en terrenos arenosos, oligotrofos y de reacción ácida o neutra. No tolera el encharcamiento (a diferencia de otras subespecies de trébol subterráneo, con preferencias por suelos alcalinos o encharcadizos.
Distribución y zonas de cultivo: originaria de la Cuenca Mediterránea. Su cultivo se ha extendido a otros países con regiones de clima mediterráneo como Nueva Zelanda, Australia, Argentina y EE. UU. Presente en toda la península ibérica aunque en mayor proporción en el sudoeste, donde se considera la leguminosa pratense más importante.

## Agronomía y manejo
Cultivo monófito o polífito de secano. En la Península forma praderas polífitas y se utiliza en la resiembra de pastizales naturales en áreas de dehesa. En climas fríos se aconseja su siembra con un cultivo protector (como el centeno, aprovechando este último a diente a finales de invierno).
Se implanta con cierta dificultad y su crecimiento otoñal es escaso. Conviene esperar para sembrar a las primeras lluvias otoñales (tras la realización los gradeos que se consideren oportunos) y emplear una dosis de siembra de 15-20 kg/ha (es habitual sembrarlo solo, esperando que otras pratenses espontáneas lleguen al pasto y se implanten en él). Se aconseja el uso de semilla peletizada con Rhizobium y aportes localizados de abonado fosfórico para favorecer su implantación. Presenta una buena capacidad de autoresiembra (enterramiento de la semilla, alto porcentaje de dureza seminal que evita germinaciones precoces,...). Debido a la gran variabilidad de lluvias en el suroeste peninsular, así como a la gran desigualdad de los suelos en cuanto a su capacidad de retención de humedad, pendientes, orientación, etc, en la implantación de este tipo de praderas es recomendable combinar como mínimo tres variedades diferentes (seleccionando la variedad más adaptada a la zona junto con otras dos de ciclo reproductivo inmediatamente superior e inferior, dividiendo entre ellas la dosis de siembra).
- • Variedades precoces: Daliak, Nungarin (poco productivas).
- • Variedades medio precoces: Seaton Park, Esperance
- • Variedades medio tardías: Woogenellup.
- • Tardía: Mount Barker (poco persistente)

La siembra se puede llevar a cabo a mano, con abonadora centrífuga o sembradora de líneas, y el tapado con rulo acanalado o rastra de púas.
Antes del último gradeo conviene repartir 300 kilos por ha de superfosfato de cal al 18%, y en años sucesivos aplicar 150 kg/ha del mismo producto (o 200 de un 0-14-7). En el primer años de implantación conviene no introducir ganado hasta que la pradera no esté bien enraizada y lo suficientemente densa, y no pastorearla durante la floración. A partir del segundo año, no son necesarias tantas precauciones. 
Existe una importante variabilidad anual en la cantidad y calidad de semilla producida que depende de la humedad disponible desde el comienzo de la floración. Sus producciones muy variables, oscilan entre 2-12 t MS/ha (años medios: 3-4 t MS/ha). En climas suaves produce gran cantidad de alimento en invierno.
Los pastos mejorados sobre la base de trébol subterráneo tiene problemas de persistencia relacionados con deficiencias nutritivas de microelementos, manejo inadecuado del ganado, irregularidades climáticas (pluviometría estacional, oscilaciones térmicas) o plagas. Muchos fracasos en la persistencia del trébol subterráneo se deben a la escasez de pastoreo sobre las praderas, el aumento del número de animales es esencial para su manejo adecuado.
Los jaguarzos, no controlados tan bien por el ganado como las jaras, deben se arrancados manualmente durante el primer y segundo año de vegetación. 
| %Sobre MS   | PB   | FB   | EE  | Cen  | Ca   | P    |
| ----------- | ---- | ---- | --- | ---- | ---- | ---- |
| Parte aérea | 12,5 | 28,7 | 4,4 | 9,8  | 1,49 | 0,33 |
| Heno        | 8,0  | 36,9 | 2,2 | 8,3  | 0,73 | 0,23 |
| Silo        | 18,5 | 23,3 | 8,5 | 16,6 |      |      |

## Uso y aprovechamiento del forraje
Es un pasto muy palatable (tras floración) y de buena calidad dado su alto contenido proteico. Pasto de oveja excelente. Aunque se agoste pronto en primavera, mantiene una elevada calidad nutritiva y es consumido con avidez por el ganado. No obstante, es preciso señalar que el contenido proteico disminuye hacia la madurez y senescencia de la planta (% sobre materia seca en abril, 21,5; en septiembre, 10,7).
Resiste el pastoreo del ganado y se ve favorecido con él. El trébol subterráneo, al igual que otras leguminosas, posee sustancias de composición química y efectos similares a los estrógenos producidos en los ovarios. En circunstancias normales, la fisiología del animal regula sin problemas las cantidades de fitoestrógenos ingeridos al pastorear estas leguminosas. Sin embargo, cuando las cantidades o el porcentaje de estas sustancias son anormalmente elevados, se presentan efectos negativos en la forma y función de algunos órganos reproductivos (tales como infertilidad, partos distócicos y prolapso del útero, incluso abortos y ninfomanía).
Los problemas inciden fundamentalmente en ovino. En España, no es habitual que el ganado se alimente exclusivamente de estas praderas, por lo que el peligro puede no ser acusado, si bien hay que procurar prevenirlo.